# Softsoap
Softsoap - американская торговая марка жидкого мыла и гелей для душа, принадлежащая компании Colgate-Palmolive.

## История
Торговая марка появилась в конце 1979 года, когда предприниматель Роберт Р. Тейлор (Robert R. Taylor) наладил производство жидкого мыла с пластиковыми дозаторами для принадлежащей ему компании The Minnetonka Corporation (Часка, Миннесота).
Тейлор понимал, что другие компании попытаются скопировать его успех, поэтому предварительно закупил 100 миллионов пластиковых бутылок с помпами у крупнейших производителей в США на 12 миллионов долларов, что обеспечило ему стратегическое преимущество миниумум на один год.
На протяжении 6 месяцев, пока рекламировался новый продукт, Тейлор сумел продать жидкого мыла на 25 миллионов долларов. Упаковку продукта была очень легко найти в магазинах, так как она выделялась на фоне кускового мыла.
Тейлор продал бренд компании Colgate-Palmolive в 1987.